# 5-й Котельнический переулок
5-й Коте́льнический переу́лок — улица в центре Москвы в Таганском районе между Нижней Радищевской улицей и Котельнической набережной.

## История

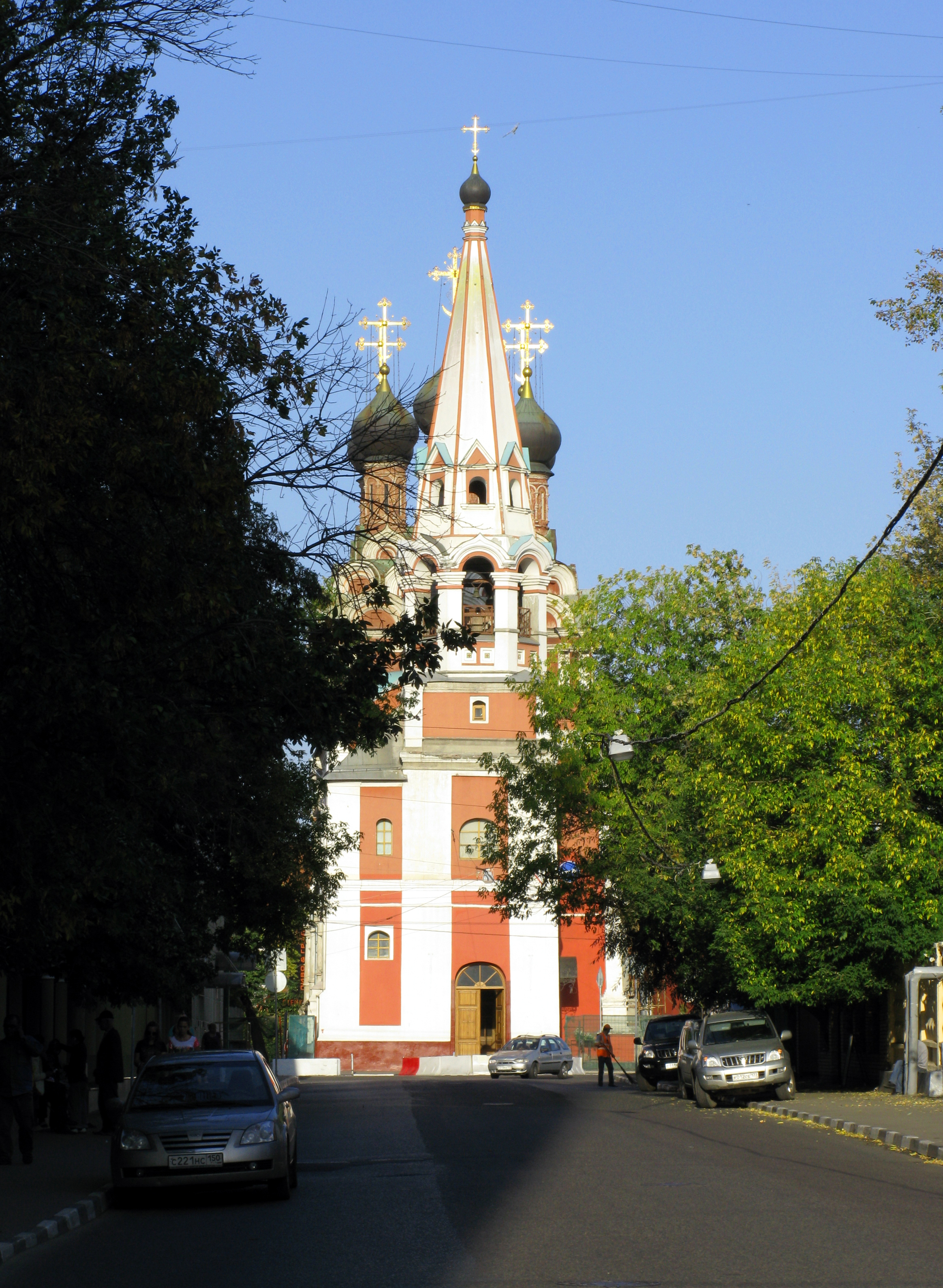
Начало 5-го Котельнического и вид на церковь Николая Чудотворца на Болвановке.

До 1954 года назывался Спасочигасовский — по церкви Всемилостивого Спаса в Чигасах, которая, по преданию, была выстроена неким игуменом Чигасом в 1483 году (закрыта в 1926 году, затем разобрана).  Современное название — по существовавшей в этой местности дворцовой Котельнической слободе, где жили мастера, изготовлявшие котлы.

## Описание
5-й Котельнический переулок начинается от Нижней Радищевской напротив церкви Николая Чудотворца на Болвановке, проходит на запад параллельно 1-му Гончарному переулку, пересекает Гончарную улицу, слева к нему примыкает 2-й Гончарный переулок, а справа - 4-й Котельнический, затем выходит к Москве-реке на Котельническую набережную.
На углу с Гончарной улицей расположен Храм Успения Пресвятой Богородицы в Гончарах. В 2006 году в бывшем засекреченном военном объекте СССР — Запасном командном пункте «Таганский» (ГО-42) был создан Музей холодной войны. Вход в это подземное сооружение расположен у дома № 11.

## Здания и сооружения

### По нечётной стороне
- 7/29 —Храм Успения Пресвятой Богородицы в Гончарах.
- № 11/34 — особняк А. И. Зимина (1911—1912, архитектор В. Д. Адамович), за ним — Музей холодной войны.

### По чётной стороне
- № 8, строение 1 — школа № 2104 на Таганке (корпус 3).
- № 12 — жилой дом 1938 года постройки (архитектор П. Н. Тернавский). В 2000-х годах жители дома вели многолетние судебные тяжбы насчёт доступа к общедомовому имуществу с одним из собственником помещений А. В. Цветковым и обществом «Офицеры России», руководителем которого тот является[1].

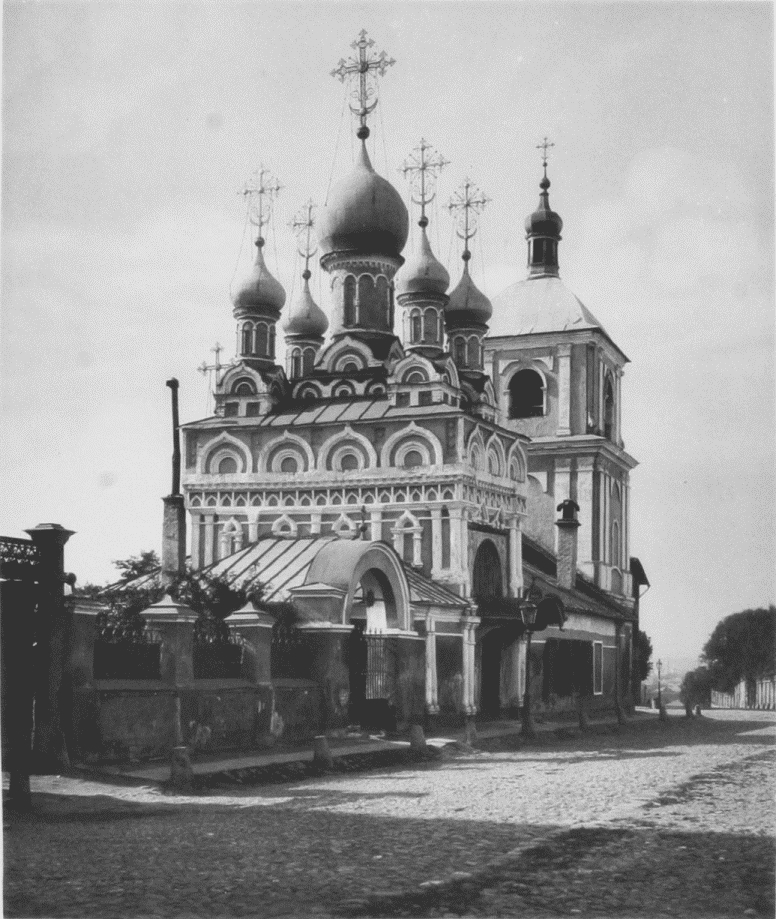
№ 7/29. Вид на Храм Успения Пресвятой Богородицы в Гончарах от 5-го Котельнического (1882 год).
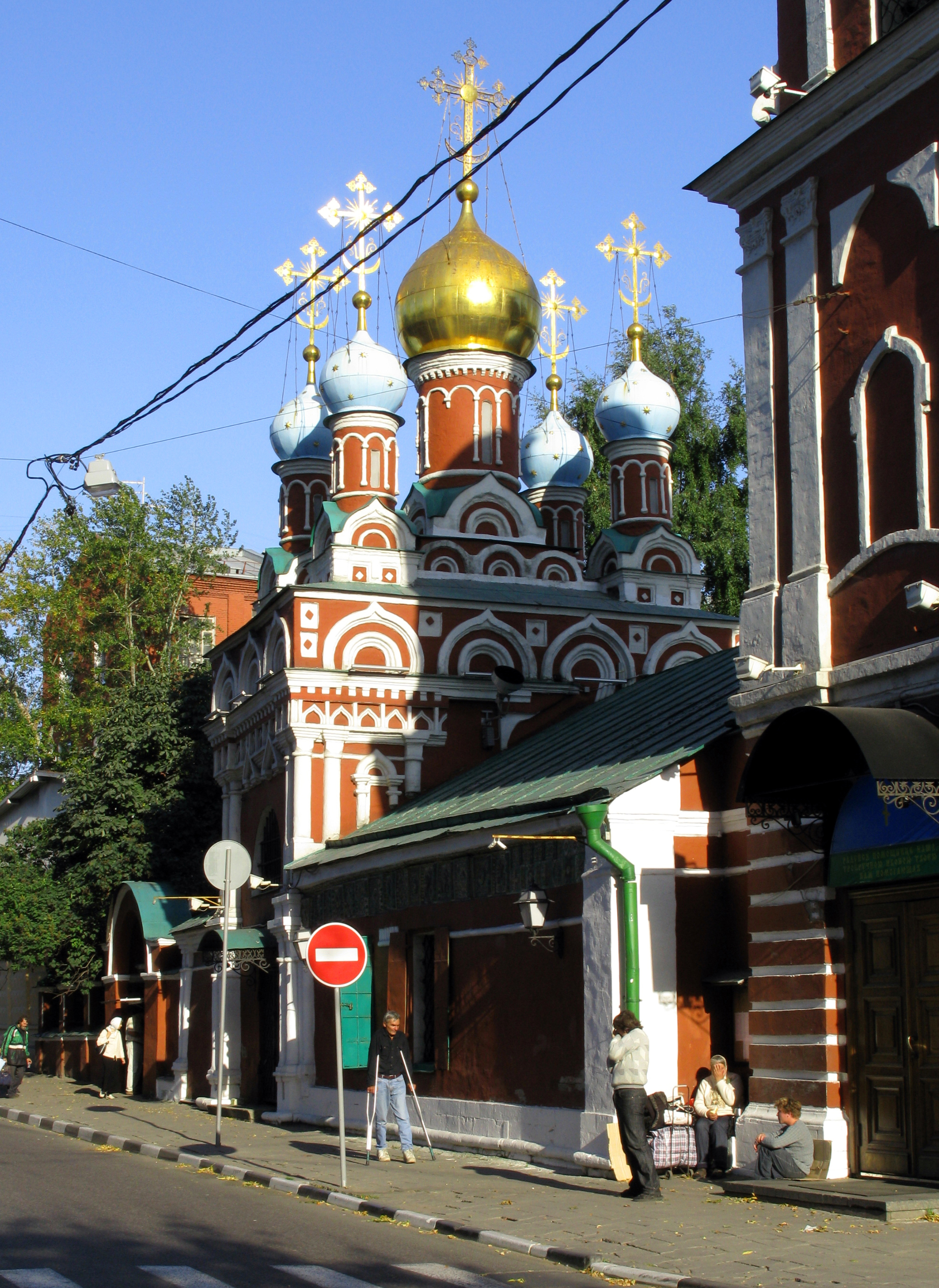
№ 7/29. Храм Успения Пресвятой Богородицы в Гончарах. Современный вид.
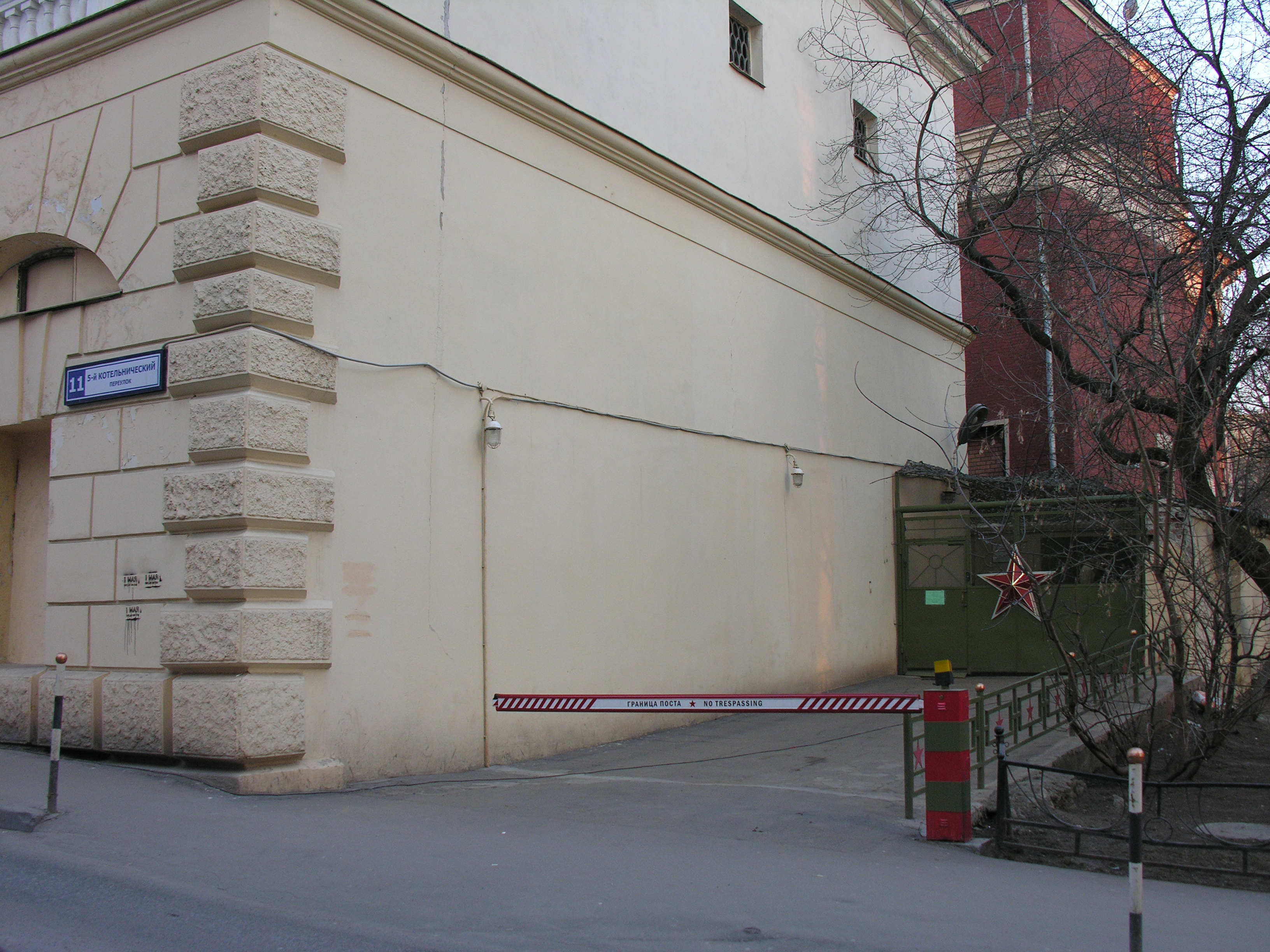
№ 11. Вход в Музей холодной войны.